# Таловка (приток Северной Уньги)
Таловка — река в России, протекает по Топкинскому району Кемеровской области.
Устье реки находится в 49 км по левому берегу реки Северная Уньга. Длина реки составляет 11 км.

## Данные водного реестра
По данным государственного водного реестра России относится к Верхнеобскому бассейновому округу, водохозяйственный участок реки — Томь от города Новокузнецк до города Кемерово, речной подбассейн реки — Томь. Речной бассейн реки — (Верхняя) Обь до впадения Иртыша.